# Egon Friedell
Egon Friedell (født Egon Friedmann, 21. januar 1878 i Wien - 16. marts 1938 samme sted) var en fremtrædende østrigsk filosof, historiker, journalist, skuespiller og teaterkritiker.

## Opvækst
Friedell var tredje barn af den jødiske silkefabrikant Moriz Friedmann og hustruen, Karoline (født Eisenberger). Efter forældrenes skilsmisse i 1887 boede Friedell hos faderen. Efter faderens død i 1891 boede Friedell hos en tante i Frankfurt am Main, hvor han gik i skole. Han blev efter to år smidt ud på grund af "urolig optræden". Han gik på flere skoler i Tyskland og Østrig indtil han efter fire forsøg fik sin Abitur (tysk studentereksamen) i Bad Hersfeld i 1899.
Forinden han tog sin Arbitur, var han indskrevet som gæstestudent på Berlins universitet, hvor han studerede tysk litteratur, naturvidenskab og filosofi. Han tog  afstand fra judaismen og konverterede til lutheranismen. Da han fik sin Arbitur, blev han indskrevet på universitetet i Heidelberg for at studere hos Kuno Fischer.
Fra 1900 til 1904 læste Egon Friedell tysk litteratur og filosofi i Wien. I 1904 modtog han en tysk doktorgrad for sin disputats Novalis als Philosoph.

## Skuespiller, kritiker, forfatter
Fra 1905 til 1910 arbejdede Friedell som kunstnerisk direktør på wienercabareten "Cabaret Fledermaus" (Flagermusen). I disse år udgav han en række essays og en-akts skuespil. Hans komedie Goethe im Examen (skrevet i samarbejde med Alfred Polgar) gjorde han berømt i tysktalende lande. 
Han optrådte i cabareter i Berlin på forskellige teatre og fik et stort netværk i teaterkredse. 
I 1914 blev han indlagt på et sanatorium til behandling for alkoholisme og kraftig overvægt. Ved udbruddet af 1. verdenskrig meldte han sig som frivillig, men blev afvist grundet sin fysiske tilstand. Han ændrede i 1916 navn til Friedell fra Friedländer. Han udgav i 1916 Judastragödie og en række kommentarer og essays og havde samtidigt opgaver som kritiker, journalist og teaterdirektør. Han blev fyret i 1924 fra avisen Stunde for sine satiriske bemærkninger. 
Han udgav en række kulturhistoriske værker. Efter nazisternes magtovertagelse i Tyskland blev Friedells værker forbudt i 1937.

## Død
Friedell var flyttet fra Tyskland til Wien, hvor han boede, da Nazityskland i marts 1938 ved Anschluss annekterede Østrig. På daværende tidspunkt var jødeforfølgelser var udbredt, og Friedell havde tilkendegivet overfor sine venner, at han var klar til at tage sit eget liv. 
Få dage efter Anschluss, den 16. marts om aftenen, ankom to SA-mænd til Friedells lejlighed for at anholde ham. Mens de var på vej ind, sprang han ud fra 3. sal.

## Værker
- Absinth "Schönheit" (Peter Altenberg & Egon Friedell) - eLibrary Austria Project Arkiveret 29. september 2007 hos  Wayback Machine
- Das schwarze Buch (Peter Altenberg & Egon Friedell) - eLibrary Austria Project Arkiveret 29. september 2007 hos  Wayback Machine
- Der Petroleumkönig, 1908
- Der Nutzwert des Dichters - eLibrary Austria Project Arkiveret 29. september 2007 hos  Wayback Machine
- Goethe, 1908 - eLibrary Austria Project Arkiveret 29. september 2007 hos  Wayback Machine
- Ecce poeta, 1912
- Von Dante zu d'Annunzio, 1915
- Die Judastragödie, 1920
- Steinbruch, 1922
- Ist die Erde bewohnt?, 1931 - eLibrary Austria Project Arkiveret 29. september 2007 hos  Wayback Machine
- Kulturgeschichte der Neuzeit, 1927–31; på dansk Den nyere tids kulturhistorie oversat af Inger Snorrason med forord af Villy Sørensen, Høst & Søn
- Kulturgeschichte Ägyptens und des alten Orients, 1936
- Kulturgeschichte Griechenlands, 1940
- Die Reise mit der Zeitmaschine, 1946
- Kulturgeschichte des Altertums, 1949
- Das Altertum war nicht antik, 1950
- Kleine Porträtgalerie, 1953
- Abschaffung des Genies. Essays bis 1918, 1984
- Selbstanzeige. Essays ab 1918, 1985

## Eksterne links
- Egon Friedell på gravsted.dk
- Egon Friedell Arkiveret 10. december 2014 hos  Wayback Machine på www.kirjasto.sci.fi
- Clive James' essay om Egon Friedell Arkiveret 19. august 2011 hos  Wayback Machine fra "Cultural Amnesia"
- Kulturgeschichte der Neuzeit Arkiveret 29. oktober 2014 hos  Wayback Machine - commented radio reading of the unabridged text (since October 2008 in German language) - ORANGE 94.0 Freies Radio Wien
- Gensyn med Friedell Arkiveret 24. marts 2020 hos  Wayback Machine, Georg Metz i Information, 17. august 2000